# Кінделинська сільська рада
Кінде́линська сільська рада (рос. Кинделинский сельский совет) — сільське поселення у складі Ташлинського району Оренбурзької області Росії.
Адміністративний центр та єдиний населений пункт — село Кінделя.

## Історія
2005 року зі складу сільради була виділена Бородінська сільська рада.

## Населення
Населення — 1277 осіб (2019; 1483 в 2010, 1546 у 2002).